# Dominik Skutecký
Dominik Skutecký, také David, Domenico, Döme, Skutezky, Skuteczky, Skutetzky (14. února 1849, Gajary – 13. března 1921, Banská Bystrica) byl slovenský malíř židovského původu.

## Životopis
Narodil se Šalomoun Skuteckému a matce rozené Ehrenreichové. Od roku 1853 žil ve Vídni, zde začal studovat na nižší reálce, učil se u sochaře J. Meixnera, v přípravné malířské škole ve třídě historického malířství (1865-1866), ve škole stejného zaměření (1866-1867) a tento obor studoval i v Benátkách v letech (1867-1870). Autor žánrové malby, krajinomaleb a portrétů. Působil v Mnichově, Benátkách a ve Vídni. Během prvního pobytu v Banské Bystrici vytvořil několik krajinomaleb ze Středního Slovenska a žánrových scén (1884-1886). Po pobytu v Benátkách se natrvalo usadil v Banské Bystrici (1889); portrétoval významné osobnosti města a své příbuzné, maloval prostředí měděných hamrů v Banské Bystrici. Přičinil se o rozvoj kulturního života Banské Bystrice, organizoval výstavy, nejvýznamnější s počtem přes 120 uměleckých děl (1902). Jeho obrazy jsou ve sbírkách Slovenské národní galerie a v jiných slovenských a zahraničních galeriích i soukromých sbírkách, od roku 1994 i ve stálé expozici Středoslovenské galerie v Banské Bystrici.

## Dílo
- Císař Maximilián diktuje své paměti (1867)
- Vlastní podobizna (1868)
- Plavovlasá Italka (kolem 1869)
- Země při Zohore (1872)
- Podobizna Cecilie Lévyové (1874)
- Trh v Banské Bystrici (1890)
- Podobizna Františka Josefa I. (1895)
- Večer na Starých Horách (1898)
- Kotlar (kolem 1913)
- Podobizna ženy (1886)

## Galerie

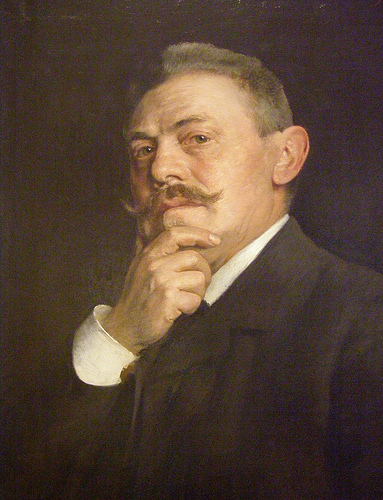
Autoportrét (1888)
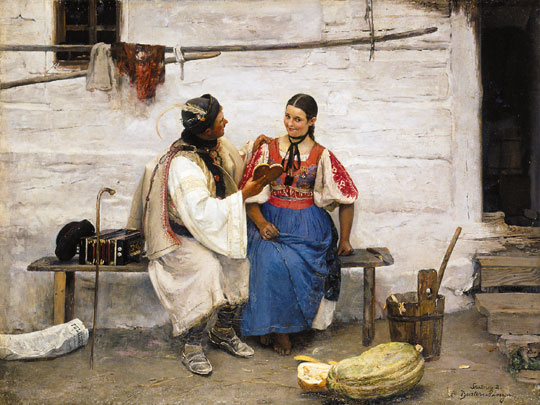
Dvoření
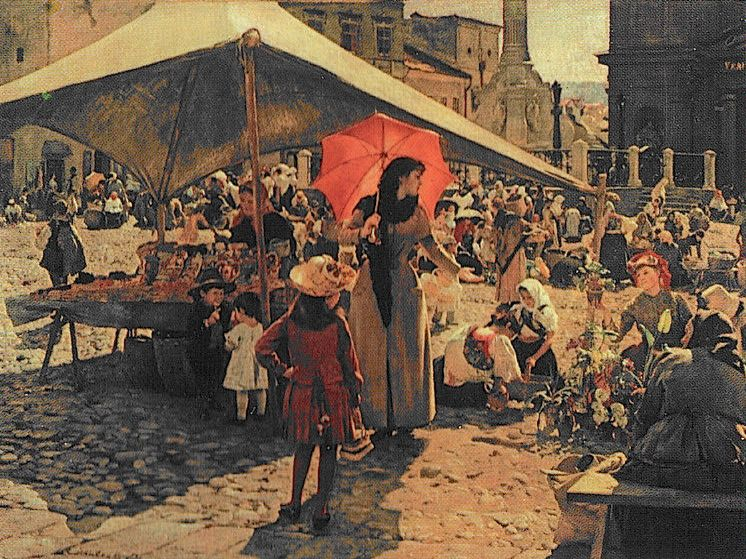
Trh v Banské Bystrici (1889)
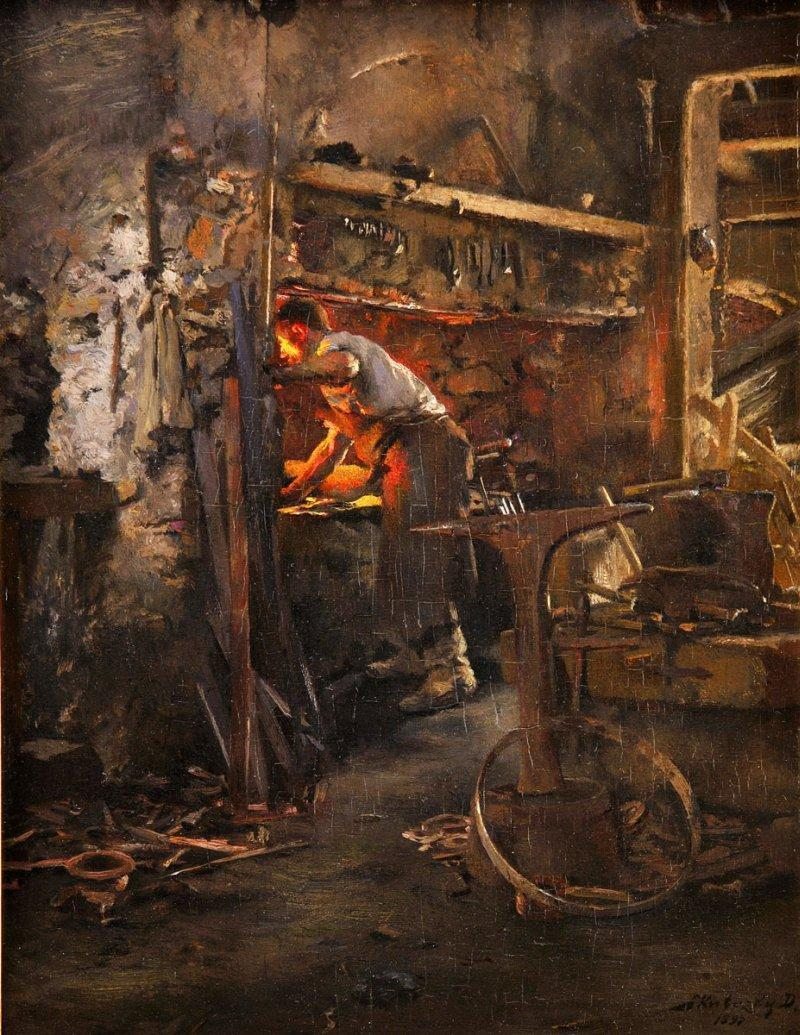
V kovárně (1887)
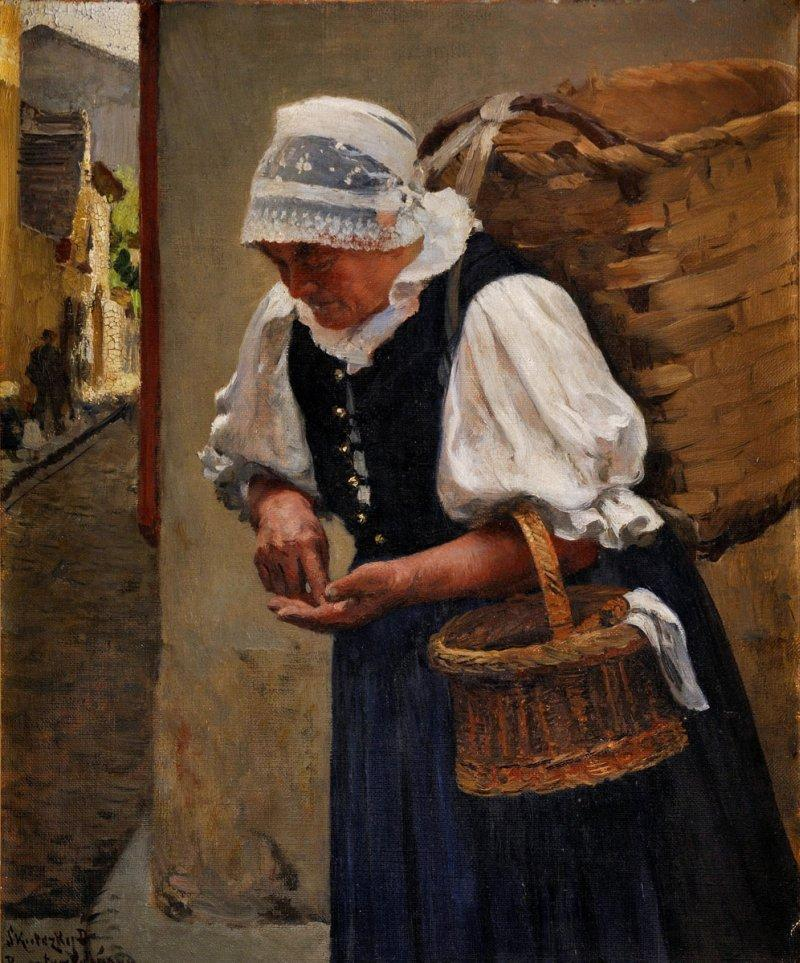
Prodavačka (1895)
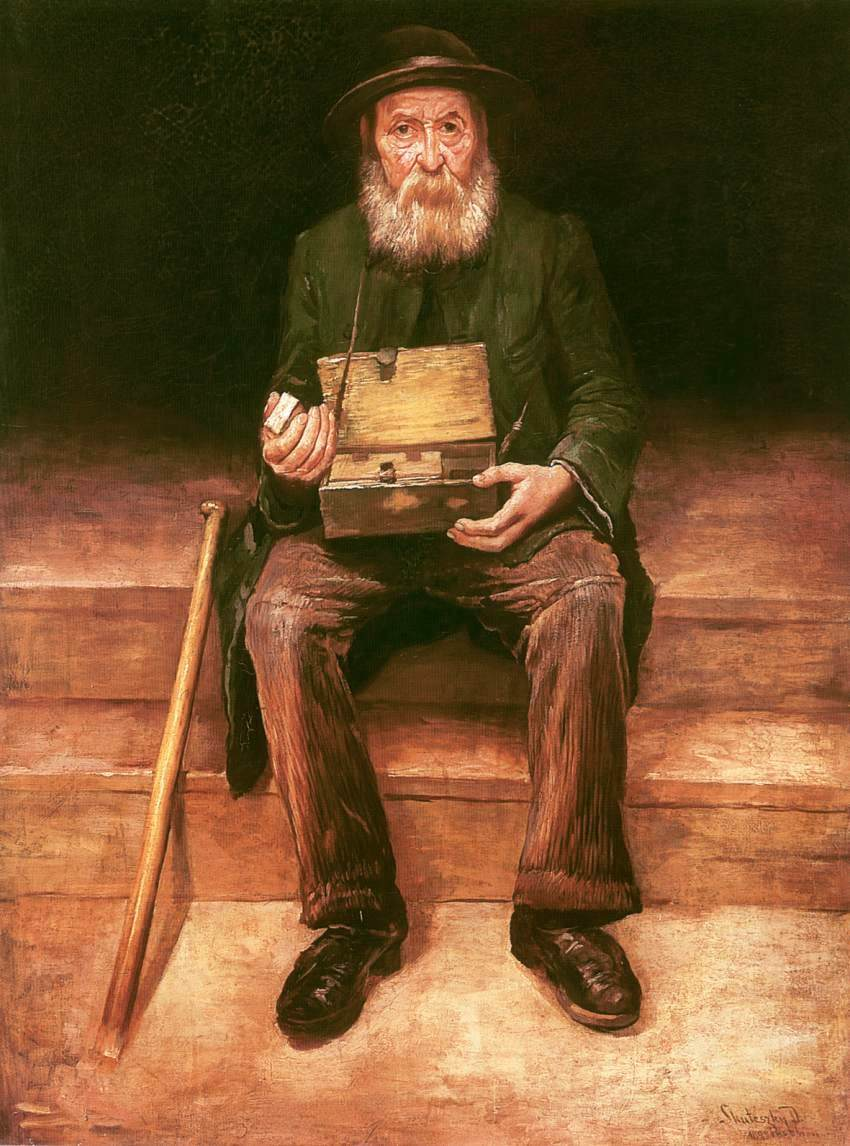
Prodavač cigaret (1899)